# Носферату — привид ночі
«Носферату — привид ночі» (нім. Nosferatu: Phantom Der Nacht) — фільм 1979 року німецького кінорежисера  Вернера Герцоґа. Приз  МКФ (Берлін). Ремейк фільму 1922 року «Носферату. Симфонія жаху».
Різкий, графічний стиль німецького експресіонізму, нехай і доповнений вельми мальовничо відображеними краєвидами карпатського замку або голландського міста (тут Вернеру Герцоґу знову знадобився оператор Йорг Шмідт-Райтвайн, який працює як би в чергу з Томасом Маухом і над соковитішими в плані барв екранними проектами цього постановника), цікавить його в першу чергу. Але незважаючи на присутність геніального актора Клауса Кінскі, який в образі вампіра Дракули невимовно солодко й приречено красиво п'є кров з шиї чудової Ізабель Аджані, що вона зіграла його безневинну жертву Люсі Харкер, містична таємниця високого мистецтва невловимо зникає, ніби темно-фіолетова ніч із першими золотавими проблисками вранішньої зорі.

## Сюжет
Молодого клерка Джонатана Харкера начальник фірми з продажу нерухомості посилає в Трансільванію до замку графа Дракули, який висловив бажання придбати собі маєток у Німеччині. Після прибуття в замок графа, Харкер підписує всі необхідні папери, але при цьому випадково упускає медальйон із світлиною своєї молодої дружини Люсі. І це незначна, здавалося б, обставина, вирішує подальшу долю і Джонатана, і його коханої дружини ….

## Нагороди та номінації
Стрічка отримала 2 нагороди (одну від Берлінського міжнародного кінофестивалю, другу від Фестивалю німецьких фільмів) і 3 номінації, в тому числі на «Найкращу режисуру» та «Найкращий іноземний фільм»

## Зйомки фільму
Деякі сцени картини були зафільмовані в замку Пернштейн під Брно.

## У ролях
- Клаус Кінскі — Носферату
- Ізабель Аджані — Люсі Харкер
- Бруно Ганц — Джонатан Харкер
- Ролан Сокира — Ренфілд
- Вальтер Ладенгаст — доктор Ван Хельсінг